# Geografia della Puglia

Zone altimetriche della Puglia.

## Dati generali
La regione confina a nord-ovest con il Molise, a ovest con la Campania, a sud-ovest con la Basilicata ed è bagnata dal mar Adriatico a est e nord e dal mar Ionio a sud, ed è la regione dell'Italia meridionale con la più lunga estensione costiera. Oltre che dal mare, i confini della regione sono segnati approssimativamente dal corso del fiume Fortore, dai monti della Daunia (ove si ergono i rilievi più alti della regione) e dalla depressione Bradano. 
Le acque interne sono relativamente scarse e includono per lo più alcuni laghi costieri (tra i quali il lago di Lesina, il lago di Varano, il lago Salso e i piccoli laghi Alimini), mentre il lago Pescara (esteso su 3 ettari, profondo 6 metri e situato alle falde del monte Cornacchia a 902 m s.l.m.) è il principale lago naturale montano della Puglia. Il grande lago di Occhito, al confine col Molise, è invece un bacino artificiale realizzato dall'Acquedotto Pugliese per fronteggiare le frequenti crisi idrica della regione. 
Il resto del territorio pugliese è per lo più collinare o pianeggiante. La parte collinare è rappresentata prevalentemente dal Gargano, dalle Murge e dalle Serre salentine, rilievi calcarei di antica formazione. La parte pianeggiante, che costituisce circa il 53% del territorio, è formata dal Tavoliere delle Puglie, dalla Terra di Bari e dalla pianura salentina.

## Aspetto fisico
Il territorio pugliese è pianeggiante per il 53,3%, collinare per il 45,3% e montuoso solo per l'1,5% il che la rende la regione con meno zone di montagna d'Italia. Le vette più elevate si ergono nei monti della Daunia, dove si toccano i 1152 m del monte Cornacchia, 1145 m del monte Saraceno e i 1105 m del monte Crispignano, e sul Gargano con i 1055 m del monte Calvo, i 1014 m del Monte Nero e i 1008 m del Monte Spigno.

### Pianure

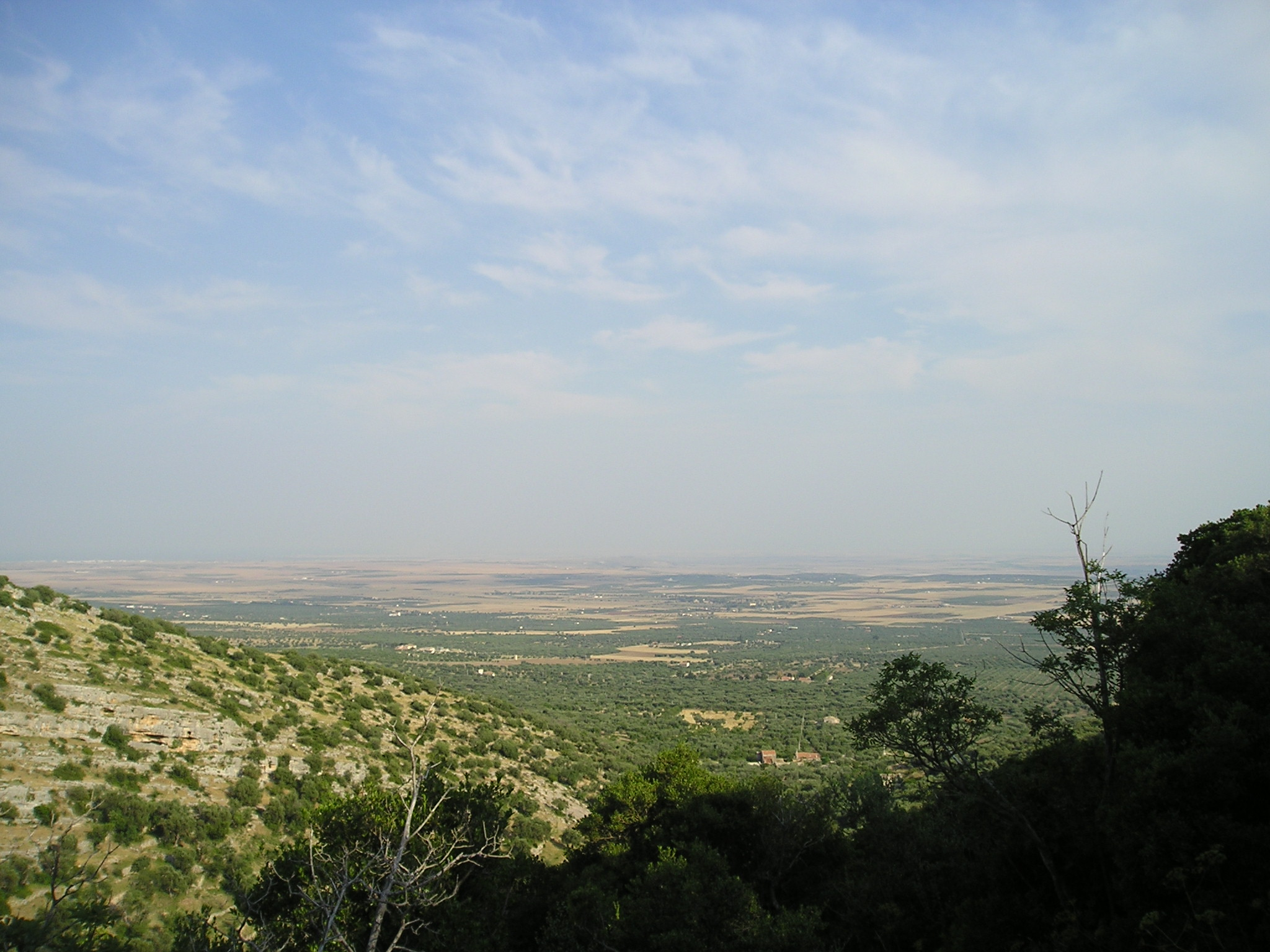
Il Tavoliere delle Puglie visto dalla località Le Coppe, San Giovanni Rotondo

Le pianure sono costituite dal Tavoliere delle Puglie, dalla fascia costiera della Terra di Bari e dalla pianura salentina.
Il Tavoliere occupa quasi la metà della Capitanata; nato come pianura di sollevamento (infatti un tempo era sottomarino) si estende per circa 3000 km² tra i monti Dauni a ovest, il promontorio del Gargano e il mare Adriatico a est, il fiume Fortore a nord e l'Ofanto a sud. È la più vasta pianura d'Italia dopo la Pianura Padana; è geologicamente classificabile come preistorico fondo marino.
Il nome Tavoliere deriva dal catasto romano, organizzato in Tabulae censuariae, sul quale erano annotate le proprietà terriere adibite al pascolo o alle coltivazioni.
In autunno e in inverno la pianura è talvolta soggetta alle esondazioni del Fortore, del Cervaro, dell'Ofanto e di diversi torrenti, mentre in primavera e in estate è spesso segnata dalla siccità.
La pianura salentina, chiamato anche Piana Messapica o Tavoliere di Lecce, è un vasto e uniforme bassopiano del Salento compreso tra i rialti terrazzati delle Murge a nord e le serre salentine a sud.
Si estende per gran parte del brindisino (piana brindisina), per tutta la parte settentrionale della provincia di Lecce, a nord della linea che grossomodo congiunge Gallipoli e Otranto, fino ad Avetrana, Lizzano, Sava e Manduria nel tarantino. Nella sua zona mediana corre la strozzatura del cosiddetto "istmo messapico", fra Porto Cesareo e l'antica Valesio, nei pressi di Torchiarolo, in cui si raggiunge la minor distanza tra l'Adriatico e lo Ionio (un braccio di terra di circa 35 km).
Caratteristiche della pianura salentina sono i poderosi strati di terra rossa e l'assenza di corsi d'acqua di superficie. Il terreno carsico tuttavia presenta innumeroveli inghiottitoi (chiamate vore o capoventi), punti di richiamo delle piovane, che convogliano l'acqua nel sottosuolo alimentando veri e propri fiumi carsici. Solcano poi la superficie numerosi canali scavati per favorire il deflusso delle piovane negli inghiottitoi, e per evitare quindi la formazione di acquitrini. 

Tavoliere delle Puglie e Gargano visti da una collina di Ascoli Satriano

La fascia costiera della Terra di Bari è il territorio pianeggiante stretto tra le Murge e il mare Adriatico e comprendente la città di Bari e l'intero litorale dalla foce dell'Ofanto a Fasano.

### Colline della Puglia
Il territorio collinare pugliese è suddiviso tra le Murge e le serre salentine.

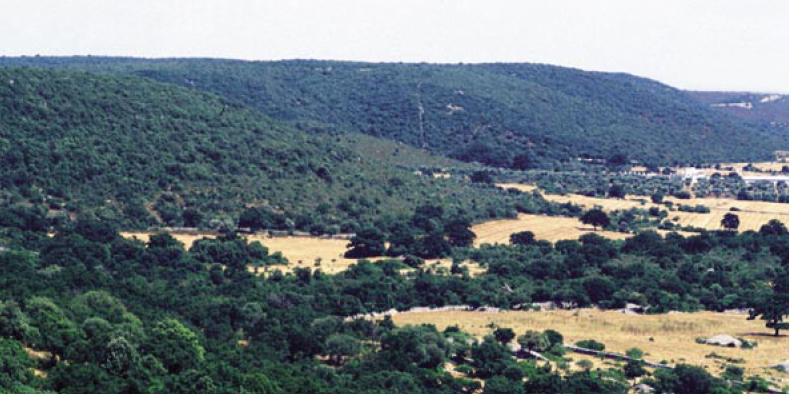
La Murgia sud-orientale

La Murgia (o le Murge), è una subregione pugliese molto estesa, corrispondente ad un altopiano carsico di forma rettangolare sito nella Puglia centrale. È compresa per gran parte nella provincia di Bari e in quella di Barletta-Andria-Trani.
Si estende ad occidente fin dentro la provincia di Matera, in Basilicata; inoltre si prolunga verso sud nelle province di Taranto e Brindisi. Il nome deriva dalla parola latina "murex", che significa roccia aguzza (come il guscio della conchiglia murice o Murex), muro a secco.
Si estende per circa 7000 km² ed è situata tra il corso dell'Ofanto situato a nord, e la cosiddetta "soglia messapica" (una depressione che corre lungo la linea Taranto-Ostuni e che la separa dalla penisola salentina) situata a sud. I suoi limiti fisici sono: a sud-ovest la depressione detta bradanica ricadente entro la vicina regione Basilicata; a nord-est il Mare Adriatico; a nord-ovest la valle del fiume Ofanto e la pianura del Tavoliere di Foggia; a sud-est la piana di Brindisi. Si suddivide in Alta Murgia, che rappresenta la parte più alta e rocciosa, costituita prevalentemente da bosco misto e dove la vegetazione è piuttosto povera, e in Bassa Murgia, dove la terra è più fertile e ricoperta in prevalenza da oliveti.

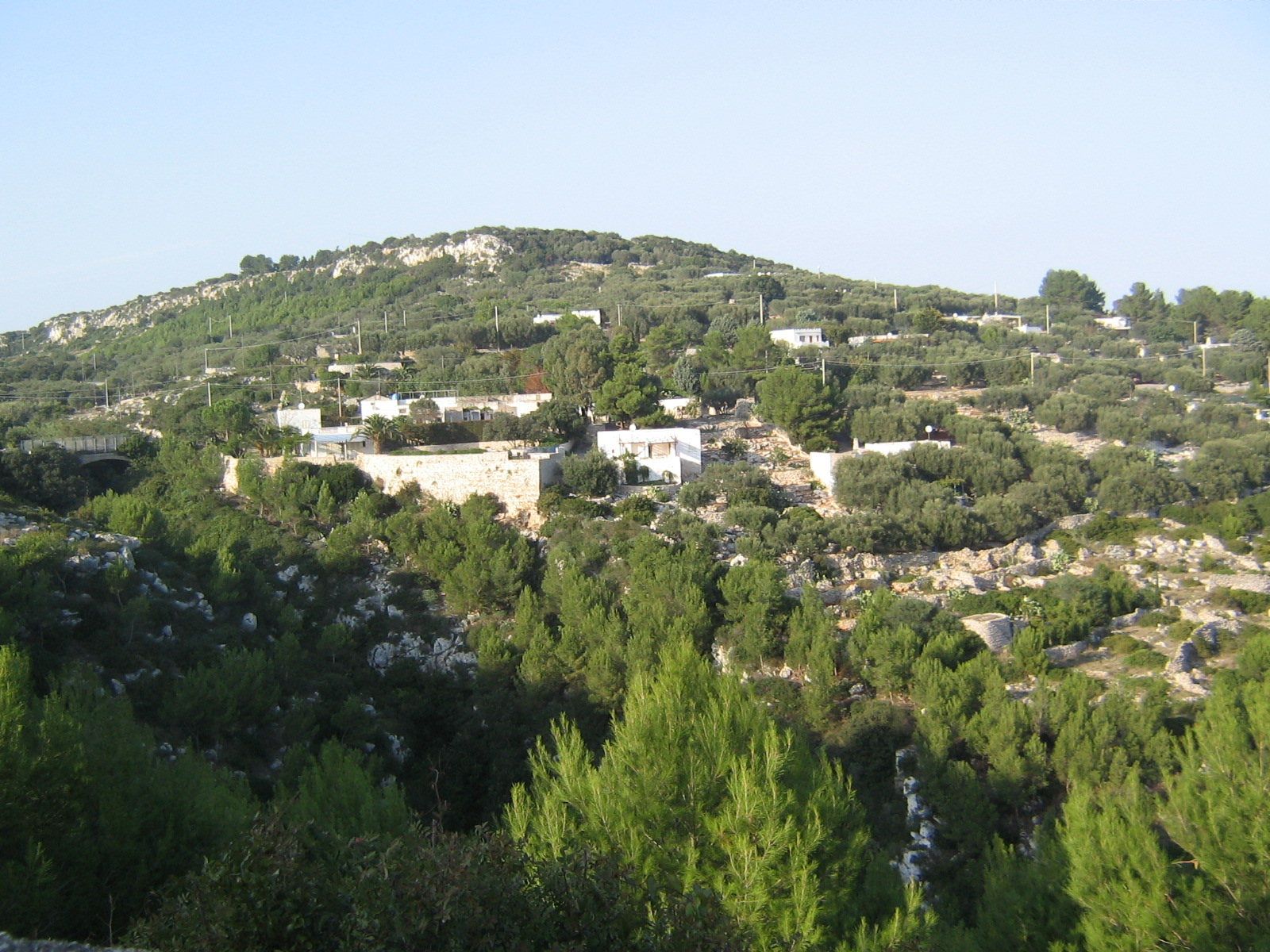
Una collina appartenente alle Serre salentine posta a ridosso del mare in territorio di Tiggiano

Le serre salentine, o Murge Salentine, sono un elemento collinare che si trova a sud della linea ideale che congiunge grossomodo Gallipoli e Otranto, è caratterizzato da allineamenti di modeste groppe sassose, chiamate localmente Serre. Il punto più alto è nella Serra dei Cianci, a 196 metri. Quelle del versante orientale scendono direttamente a mare (tratto di costa tra Otranto e il capo di Leuca), mentre le Serre della sezione mediana (da Supersano fino al capo) sono caratterizzate da numerosi terrazzamenti, resisi necessari per le coltivazioni agricole.

### Montagne

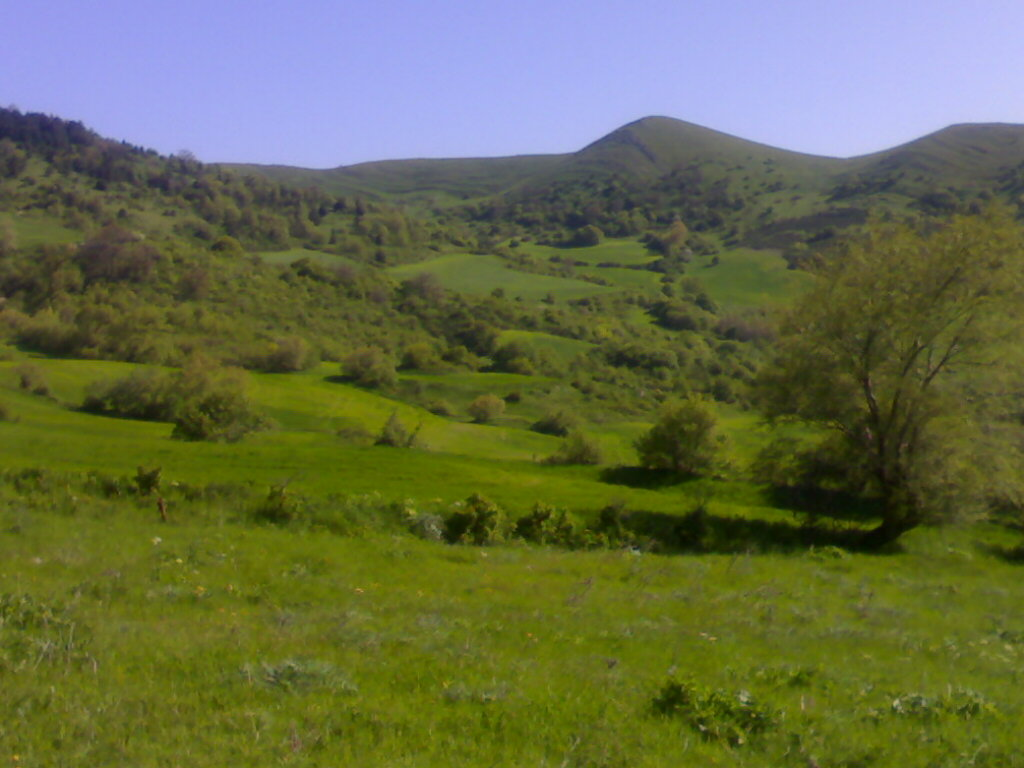
Monti Dauni: il Monte Crispignano a primavera

Gli unici elementi propriamente montuosi si trovano in provincia di Foggia e sono rappresentati dai Monti della Daunia (noti anche con i toponimi Monti Dauni o Subappennino dauno), una dorsale montuosa che costituisce il prolungamento orientale dell'Appennino campano. Essa occupa la parte occidentale della Capitanata e corre lungo il confine della Puglia con il Molise e la Campania. Le maggiori vette sono il Monte Cornacchia (1152 m) e il Monte Crispignano (1105 m).

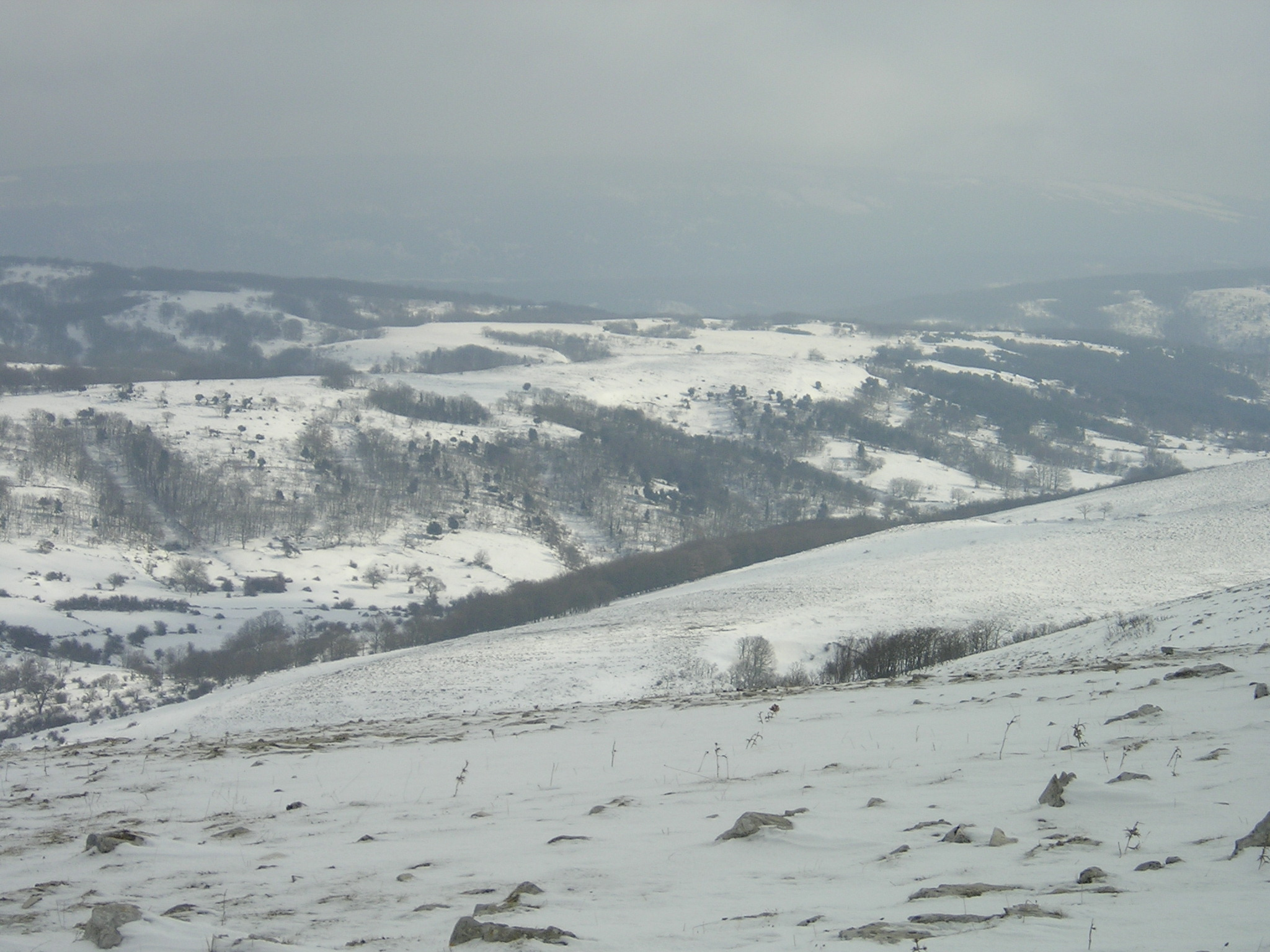
Gargano: il Monte Calvo d'inverno

Il Gargano corrisponde sostanzialmente a un massiccio montuoso-collinare chiamato lo "sperone d'Italia". Il Gargano, di matrice calcareo-carbonatica come le Murge e le Serre salentine, era in origine un'isola, poi unita alla terraferma da un progressivo accumulo di depositi alluvionali. Il massiccio culmina nei 1056 m del Monte Calvo (significativo è il nome di questo monte, circondato da imponenti e fittissime foreste, ma caratterizzato da una nuda e sassosa cima), ha una vistosa morfologia carsica, i cui aspetti più interessanti sono le numerose grotte, abitate sin dalla preistoria. Gli altri monti sono: Lo "Spigno", "Giovannicchio", e "Monte Nero".

## Territori naturali
Anche se la Puglia può essere suddivisa in aree morfologiche diverse con caratteristiche ben definite, riesce comunque a conservare una sua precisa identità regionale. Da nord a sud si susseguono gradualmente, senza netti contrasti, sei distretti geografici:

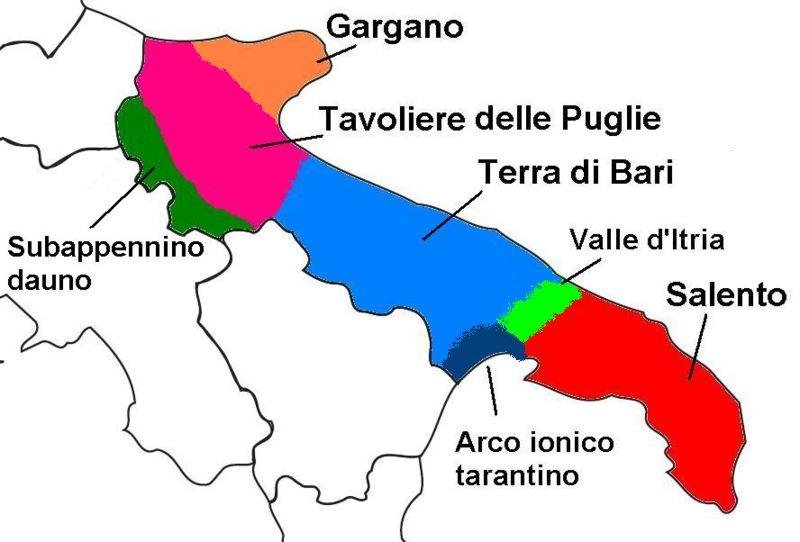
I territori della Puglia

- Il Gargano: lo sperone d'Italia che entra nel mar Adriatico, presenta delle caratteristiche culturali proprie a causa della barriera naturale delle montagne e della fitta vegetazione.
- Il Tavoliere delle Puglie: si estende per circa 3000-4000 km²[4] tra i monti Dauni a ovest, il promontorio del Gargano e il mare Adriatico a est, il fiume Fortore a nord e Ofanto a sud. Da un punto di vista culturale il Tavoliere risente delle mescolanze con le popolazioni abruzzesi e molisane che per secoli hanno attraversato questa terra per svernare le greggi che qui trovavano i pascoli invernali, il fenomeno è detto transumanza e a testimonianza di esso il territorio è tuttora solcato da diversi e importanti tratturi e tratturelli.
- Il Subappennino Dauno: inteso in senso lato, coincide essenzialmente con la dorsale dei monti della Daunia (ne resta escluso il solo versante occidentale, condiviso tra Molise e Campania). A causa della sua posizione eccentrica rispetto alle colonie greche, la Daunia era scarsamente legata sia alla civiltà greca e magnogreca sia a quella campana, tanto da sviluppare una ricca cultura peculiare. Diversamente dagli altri rilievi pugliesi, ma analogamente al limitrofo Appennino campano, i monti Dauni sono costituiti da rocce argillose per cui qui non si verifica il fenomeno del carsismo.
- la Murgia: subregione pugliese molto estesa, corrispondente ad un altopiano carsico di forma rettangolare sito nella Puglia centrale. È compresa per gran parte nella provincia di Bari e in quella di Barletta-Andria-Trani di nuova istituzione e si estende ad occidente fin dentro la provincia di Matera, in Basilicata; inoltre si prolunga verso sud nelle province di Taranto e Brindisi.
- L'Arco Ionico tarantino: è un territorio subcollinare (sistema premurgiano) e pianeggiante e costituito prevalentemente da un'area carsica ma molto fertile. L'Arco Ionico tarantino è una subregione della Puglia che si estende dalla Murgia a nord fino ad addentrarsi nel Salento nord-occidentale.
- Il Salento: noto anche come penisola salentina e popolarmente conosciuto come Tacco d'Italia, è una subregione dell'Italia che si estende sulla parte meridionale della Puglia (comprendendo le province di Brindisi, Lecce e Taranto), tra il mar Ionio ad ovest e il mar Adriatico ad est. Gli abitanti dell'area, che comprende la parte meridionale della Puglia, partendo dalla soglia messapica sulla linea Taranto-Ostuni, si distinguono per caratteristiche glottologiche e culturali ben diverse da quelle del resto della regione. Da un punto di vista storico il Salento ha fatto parte per molti secoli dell'antica circoscrizione denominata Terra d'Otranto.

### Fiumi

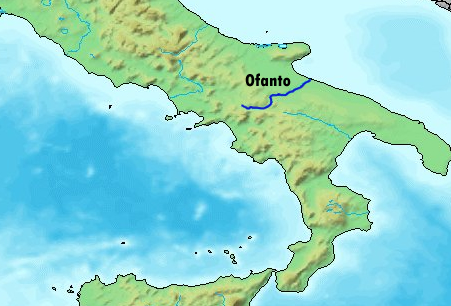
Il percorso del fiume Ofanto

I principali fiumi della Puglia sono situati nella provincia di Foggia hanno carattere torrentizio,come:il Candelaro, il Cervaro e il Carapelle, ma esistono anche dei fiumi maggiori che bagnano solo in parte la Puglia quali l'Ofanto e il Fortore.
Ricade in territorio pugliese anche parte del bacino del Bradano, il cui corso principale è però interamente in territorio lucano. In generale, a causa della natura carsica del suolo pugliese - specie sul Gargano e sulle Murge - le acque meteoriche si infiltrano nel sottosuolo e scorrono in profondità fino al mare. Le più evidenti manifestazioni del carsismo sono la dolina Pozzatina seconda dolina più grande d'Europa nei pressi di Rignano Garganico e gli Uvala nel Gargano interno detti "Chiancate" in provincia di Foggia e ancora il Pulo di Altamura, il Pulo di Molfetta, le grotte di Castellana e di Putignano.
Nella Terra di Bari si hanno invece dei torrenti, chiamati "lame" che versano acqua solo in caso di pioggia. Le sei lame esistenti sfociano tutte nel comune di Bari. Da ricordare è la lama Balice che sfocia a San Girolamo, quartiere nord di Bari, dopo aver attraversato Ruvo di Puglia, Bitonto e buona parte del comune di Modugno.
A causa della scarsità di acque superficiali, i pugliesi ottennero la costruzione dell'acquedotto pugliese che, con una serie di condotti e canali sotterranei, porta in Puglia le acque del fiume Sele, dalla sorgente di Caposele fino a Santa Maria di Leuca.
Nell'arco ionico tarantino scorrono fiumi a prevalente carattere torrentizio come il Lato, il Tara, il Galeso, l'Ostone e il Chidro.

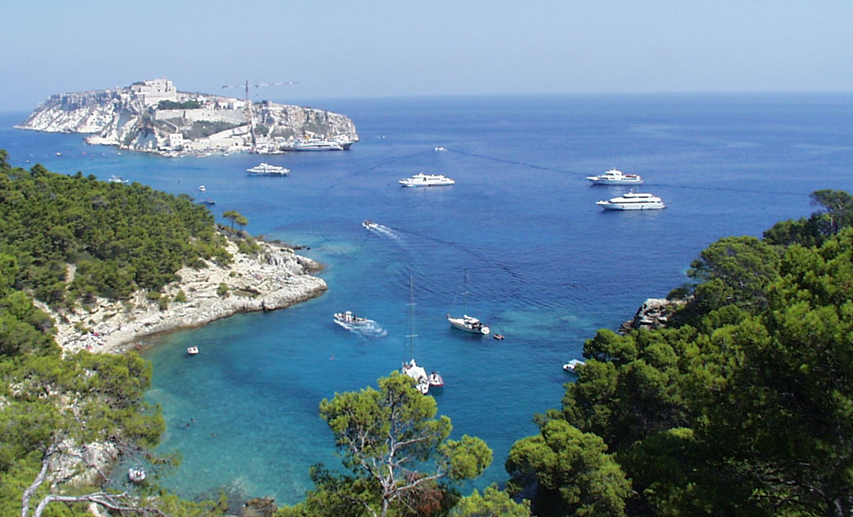
San Nicola vista da San Domino

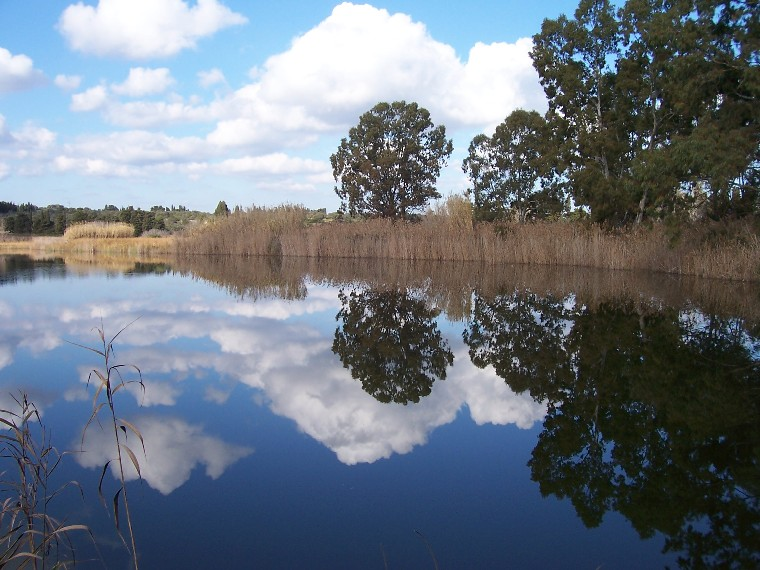
Una veduta dei Laghi Alimini presso Otranto

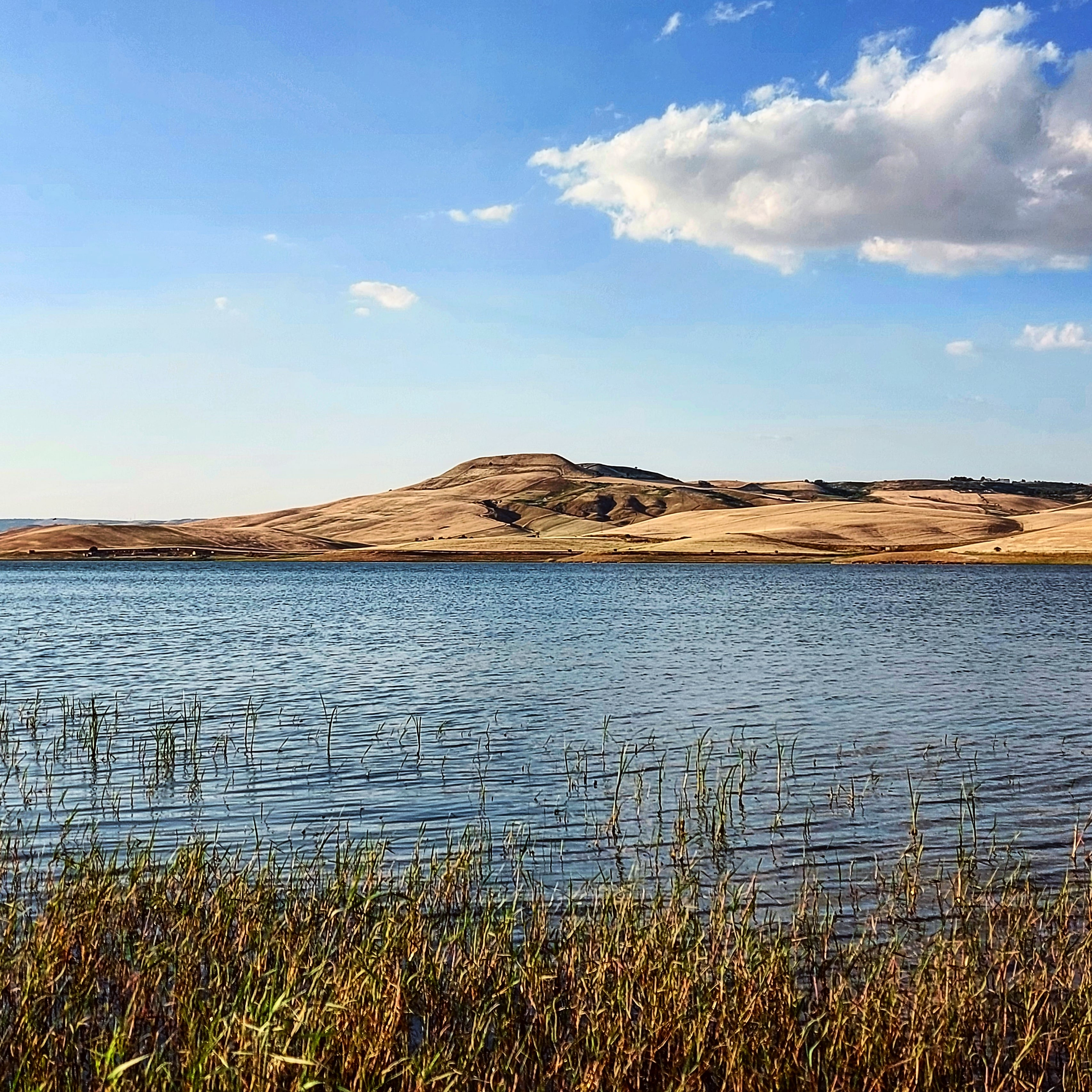
Lago di Serra del Corvo

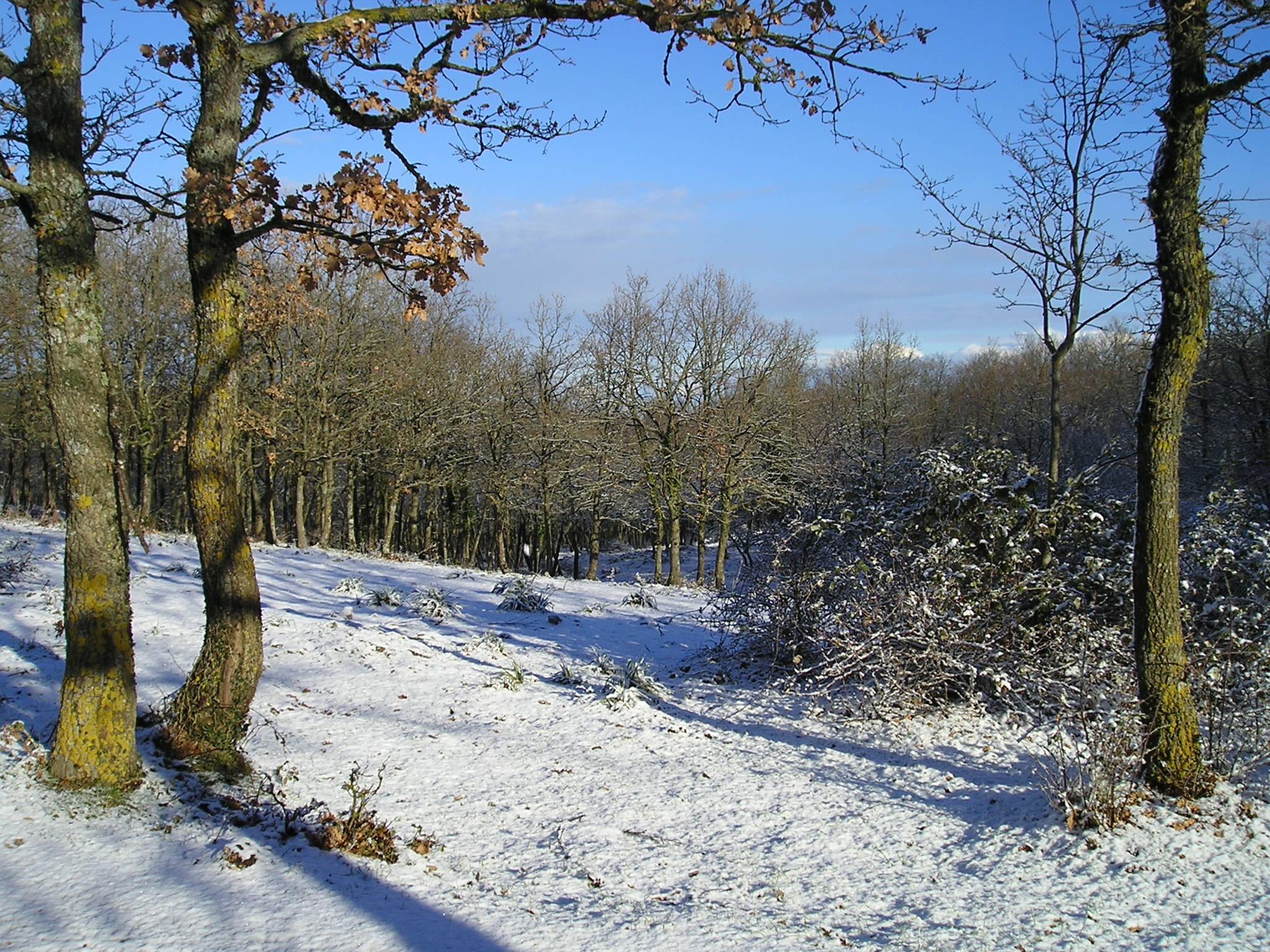
Scorcio di un querceto nel Parco nazionale del Gargano

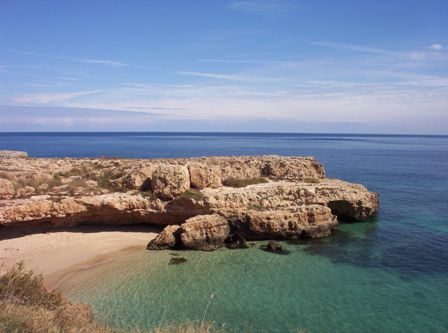
Una caletta di Monopoli

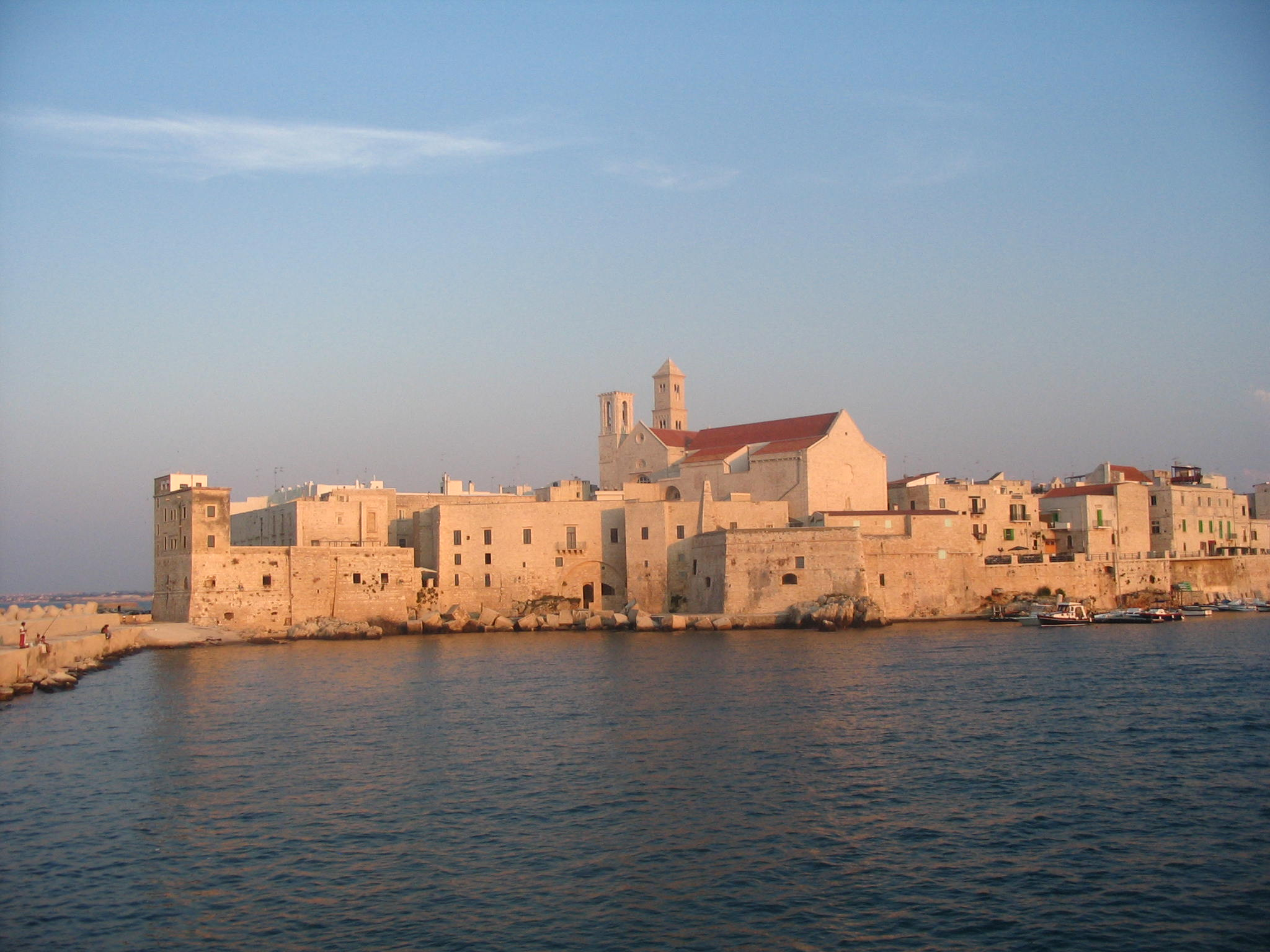
Vista di Giovinazzo dal mare

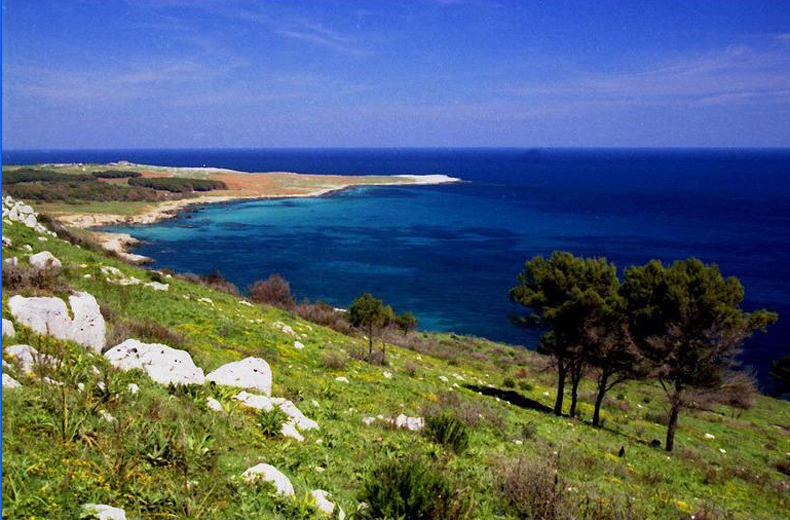
Punta Palascìa, presso Otranto, il punto più a est d'Italia

### Laghi
I laghi maggiori della Puglia sono quelli di Lesina che ha acqua salata e quello di Varano posti sul limite settentrionale della regione, sul promontorio del Gargano. Notevole anche il Lago Salso, alimentato dal fiume Cervaro, presso Manfredonia; qui è sorta oasi Lago Salso, un'area naturale protetta. A sud-est, nel Salento, ci sono invece i laghi Alimini, nella zona di Otranto. L'unico lago naturale montano della Puglia è il lago Pescara, situato alle falde del monte Cornacchia (la vetta più alta della regione) a 902 m s.l.m.: il lago è ampio 3 ettari e profondo 6 m.
Tra gli invasi artificiali generati per l'uso idrico, si citano il lago del Cillarese, creato come bacino di bonifica e in seguito divenuto riserva idrica di Brindisi, il lago di Occhito al confine con il Molise, la diga del Celone e la diga di Capacciotti nel foggiano, il lago del Locone e quello di Serra del Corvo al confine tra la Murgia e la Basilicata e l'invaso del Pappadai nel tarantino. Innumerevoli bacini di bonifica si trovano sulle coste del Salento: sulla costa delle marine leccesi, su quella di Ugento e sulle coste dell’Arneo.

### Isole
Alla Puglia appartengono alcuni gruppi insulari e isole di modestissime dimensioni.
Il principale gruppo, sito nel mare Adriatico, è l'arcipelago delle isole Tremiti composto dalle isole di San Nicola, San Domino, Capraia, e la più distante Pianosa. L'unica isoletta garganica è l'isola di Sant'Eufemia dinanzi a Vieste.
Al largo del porto di Brindisi, sempre nell'Adriatico, si trovano le isole Pedagne e l'isola di Sant'Andrea conosciuta anche come Forte a Mare.
Innanzi a Gallipoli nel mar Ionio ci sono l'isola di Sant'Andrea e l'isola del Campo. Altre isole nelle acque ioniche, di limitata superficie, sono l'isola Grande dinanzi a Porto Cesareo e l'isola della Malva, innanzi a Torre Chianca.
Il mare Grande di Taranto inoltre è delimitato dal gruppo delle isole Cheradi, formato dalle isole di San Pietro e di San Paolo.

### Le coste
Nel 2003 l'81,3% degli 865 km di coste pugliesi è stato dichiarato balneabile in seguito alle verifiche imposte dal D.P.R. 470/82. La Puglia ha uno sviluppo costiero pari a 784 km, ai quali si devono aggiungere i circa 50 km delle isole Tremiti. Percorrendo l'intera costa pugliese dal confine a sud con la Basilicata, si trova il litorale del Golfo di Taranto, che è caratterizzato da spiagge bianche basse circondate da pinete.
Partendo dalla Marina di Ginosa, località balneare che ha ottenuto la bandiera blu della comunità europea, si giunge a Taranto con il suo porto ed il suo lungomare, caratterizzato dal canale navigabile che mette in comunicazione il mar Grande con il mar Piccolo. Sullo sfondo, è possibile scorgere all'orizzonte l'arcipelago costituito dalle vicine isole Cheradi. Sino a Campomarino di Maruggio, la costa procede in un tipico paesaggio mediterraneo: rocce, insenature e fichi d'India.
Proseguendo verso sud, dopo un tratto di costa frastagliato e con varie insenature, si incontra la Marina di Pulsano, circondata una natura rigogliosa, quindi Marina di Lizzano, la cui spiaggia presenta delle dune con la tipica vegetazione e una torre saracena chiamata Torre Zozzoli o Torre sgarrata. Ancora a sud s'incontra la marina di Torricella, la marina di Maruggio e la marina di Manduria con torre columena. Torre Lapillo e Porto Cesareo, con le loro lunghe spiagge, aprono la strada a Santa Caterina e Santa Maria al Bagno prima di giungere a Gallipoli. Dopo la città portuale, la costa torna sabbiosa e prosegue fino alla baia che termina a Torre del Pizzo. Si giunge quindi a Santa Maria di Leuca, che segna il punto in cui si congiungono il mar Ionio ed il mar Adriatico.
Risalendo quindi verso nord la costa adriatica, si passa per Marina Serra, per il porto di Tricase e per Castro, famosa per le sue grotte, per poi giungere a Porto Badisco. La natura è protagonista con le sue scogliere a picco sul mare, sulle quali spicca l'orientaleggiante Santa Cesarea Terme, città termale da cui è possibile scorgere le coste albanesi nelle giornate terse.
Proseguendo in direzione nord, si incontra l'antico capoluogo del Salento, Otranto. Rilevante centro bizantino, nel 1480 fu assediata dai Turchi. I resti degli 800 martiri di Otranto sono custoditi nella cattedrale romanica, la cui pavimentazione consiste in un pregevole mosaico di Pantaleone, risalente al XII secolo. La cittadina è dominata dall'imponente castello che diede il nome al primo romanzo gotico. Risalendo ancora la costa verso nord, le spiagge tornano basse e si ritrovano località balneari sviluppate turisticamente, come Torre Sant'Andrea, Torre dell'Orso, Roca Vecchia, San Foca (premiate con la bandiera blu d'Europa per la limpidezza delle acque) e San Cataldo, che raccoglie soprattutto i bagnanti della vicina Lecce.
Dopo il porto naturale di Brindisi, con i due suoi seni, è possibile imbattersi nelle torri di avvistamento costruite per scrutare l'orizzonte in caso di attacchi saraceni, come Torre Guaceto, che si innalza sull'area protetta omonima e che offre una rigogliosissima vegetazione in canneti e macchia mediterranea. Attraversando le spiagge di Specchiolla, Pantanagianni e Torre Santa Sabina, si giunge alla Marina di Ostuni e Villanova, che presentano moderni villaggi turistici con calette e scogliere basse, Continuando verso nord, si giunge a Torre Canne.
Varcando il confine con la provincia di Bari, prima Monopoli e poi di nuovo le alte scogliere di Polignano a Mare. Superando Mola di Bari, col suo pescoso mare, si giunge nel capoluogo pugliese con il suo moderno e monumentale lungomare, segnato dal castello e i numerosi negozi. Qui la costa ritorna a offrire spiagge sabbiose. Più a nord di Bari, nella frazione di Santo Spirito, le coste si fanno basse e rocciose. Quindi si giunge a Giovinazzo, città balneare che ha ottenuto la bandiera blu della comunità europea. Andando verso nord si giunge a Trani con la sua bianca cattedrale e quindi a Barletta, altra città balneare.
Giungendo in provincia di Foggia si incontrano Margherita di Savoia, Zapponeta e Manfredonia, col suo golfo che offre una vista sulla costa pugliese, e da dove ci si può imbarcare per le isole Tremiti. La vasta pianura del Tavoliere delle Puglie s'interrompe per dare spazio all'imponente promontorio del Gargano, che offre un entroterra ricoperto di enormi foreste che nascondono suggestivi borghi medioevali e santuari millenari, ed un litorale con coste alte e spiagge racchiuse da articolate insenature. Partendo da Mattinata con le sue spiagge alte e ghiaiose, alla magnifica Baia delle Zagare e Pugnochiuso che precedono Il bianco delle case di Vieste, con le sue splendide spiagge basse e sabbiose, dove il vento onnipresente attira le tavole da windsurf di tutto il mondo.procedendo ancora troviamo Peschici bianca e fiabesca, arroccata sulla costa è circondata dalle bellissima baia di Manaccora, punta san Nicola ed il litorale di San Menaio che la divide da Rodi Garganico, bandiera blu FEE; infine proprio tornando verso il Tavoliere si incontrano i due laghi e Lesina. Da non dimenticare inoltre sono le torri storiche che incorniciano la costa, i vari porti turistici di Manfredonia, Rodi Garganico e Vieste ed i trabucchi, enormi argani in legno atti alla pesca "Unicum" di questo territorio nel Parco.